# 永山瑛太
永山 瑛太（ながやま えいた、1982年12月13日 - ）は、日本の俳優。旧芸名は、EITA、瑛太（えいた）。本名同じ。
新潟県生まれ、東京都板橋区出身。妻は歌手の木村カエラ。実兄は俳優の永山竜弥、実弟は俳優の永山絢斗。

## 略歴
1999年7月に「ホットドッグプレス」でモデルデビュー。bNm所属として「EITA」という芸名でモデル活動をした後、フジテレビ系ドラマ『さよなら、小津先生』や映画『青い春』に出演し、俳優としての活動を始める。
2002年から2003年初頭に芸名を「瑛太」に改名。改名の前後には本名フルネームの「永山瑛太」で活動していた時期もある。改名の理由は全く自身と繋がりのないプロデューサー永山耕三との縁戚関係を姓が同じというだけで一部メディアから邪推されることを面倒くさく思ったため。2003年5月3日に放送された深夜ドラマ『男湯』でドラマ初主演を務め、2005年9月3日に公開された『サマータイムマシン・ブルース』で映画初主演を果たす。
令和への改元の節目を機に2020年から芸名を本名であるフルネームの「永山瑛太」に改名。2019年12月25日に自身の公式サイトを通じて改名を発表、2020年1月5日放送の『あしたの家族』（TBS）が改名後最初の出演作品となった。
2021年3月25日、同月いっぱいで20年間所属した事務所パパドゥを退社することを発表。同年4月からは独立し、個人事務所での活動を始めた。

## 親族
2010年6月1日、歌手の木村カエラと結婚することを、それぞれの公式サイトで報告した。当時カエラは妊娠5か月。同年夏の「吉日」に婚姻届を提出し結婚。9月1日、正式に結婚したことを告げ、10月28日、長男の誕生も公表した。二人は2006年の映画『嫌われ松子の一生』で共演しているが、カエラ扮する人気シンガーの出演するビデオを瑛太扮する青年が街頭スクリーンで見上げるような趣向だったため直接の関わりは無かった。出会いは2009年で、その年の暮れに結婚を決意したという。2013年5月15日に第二子の女児を授かったことをブログで報告。

## 人物
幼少期に両親が離婚しており、瑛太は父親に引き取られて育った。
鹿児島県にゆかりがある。2018年、薩摩が舞台の大河ドラマ『西郷どん』に出演し大久保利通を演じた。瑛太は「父方の祖父母が鹿児島でいまも元気に暮らしているので、お話をいただいたときは、永山家の人間としての運命なんだと思った」とコメントしている。
好きな芸人はビートたけし、笑福亭鶴瓶、爆笑問題など。また、爆笑問題については太田光著の『トリックスターから空へ』を推薦図書として紹介したことがある。弟の永山絢斗が田中裕二とドラマ『恋愛ニート〜忘れた恋のはじめ方』で共演した際にDVDをプレゼントされた時も、「兄が特に喜ぶ」と嬉しがってくれた旨を田中が語っている。
小学生の頃からサッカーが好きであり、中学時代には都大会で優秀選手賞を受賞し、スポーツ推薦で高校へ入学した。一方で、格闘技も好きであったことから、中学時代からは極真空手も並行して習っていた。高校時代もサッカーや極真空手などのスポーツや格闘技に打ち込み身体を動かすことが好きだったが、サッカー中に太股を深く挫傷したり、足関節の捻挫が増えたことで練習に出られず精神的に落ち込むことが増え、そんな中で映画をよく見るようになり、そういった映画を見ている時間に救われた経験から役者になりたいと考えるようになった。その後は、まずしっかり高校を卒業しようと前向きに考えられるようになり、部活を辞めバイト漬けですっぽかしていた学校の授業にもちゃんと出席するようになった結果、自分の生活も自然と改善されていったとインタビューの中で述べている。
一方で、現在もサッカーが大好きであり、未だに友人や子供と休日はサッカーをしたり、自分の好きなサッカーチームを応援したり、試合を観戦したりしている。また、極真空手といった格闘技の経験もドラマ『ラッキーセブン』や映画『リングサイド・ストーリー』といった作品内のアクションシーンや格闘シーンにおける役作り、長期的な肉体作りに役立っており、映画内で対立する相手役であった武尊選手からは「身体能力が素晴らしい」「特に蹴りがメチャクチャに重い。本当にK-1やってみません？」とその身体能力を絶賛されている。
金曜ドラマ『リコカツ』(TBS系)では「筋骨隆々な自衛隊員」という役柄を作り上げるためにクランクインよりずっと前からプロテインを常飲し始め、習慣的な筋肉トレーニングによる肉体改造を行なった。また、クランクアップまでの撮影期間中もその肉体を維持するためにトレーニングを繰り返し、撮影中は常に全身筋肉痛であったが、共演者やモニターを見ている撮影スタッフが自身のコミカルな演技について新鮮な反応を返してくれていたおかげでモチベーションを高く維持したまま最後まで演技に集中することができたと振り返っている。
役者はさまざまな人の立場や人生を想像し極限まで成り代わる職業という認識がデビュー当初から現在に至るまで一貫してあるため、依頼してもらう役の種類に強いこだわりを持たないと昔から決めており、この作品に自分の芝居が必要だと本気で求めてくれるのであればそれに応えられるように自分のできることを全てその現場に置いてくるという向き合い方で常に芝居に臨めるようにしている。
家族旅行で行って特に良かった場所を聞かれた際には箱根の名前を挙げており、その旅行以降、子供からは「箱根に行きたいね」とたまに具体的な地名で言われるようになったという。温泉や室内プールや美術館があり、食べ物も美味しいためおすすめだが、複雑な山道を車で通る時に子供たちが少し酔っていたので、車で行く際には少し注意が必要かもしれないと話している。
オセロ好きで知られており、テレビ番組でもたびたび腕前を披露している。
井浦新を役者として尊敬しており、友人としてもとても大切な存在だと話している。
東宝怪獣のヘドラの大ファンであることを公言している（詳細はヘドラ#人気・影響を参照）。
マガジンハウスの『GINZA』において「永山瑛太写真」という「瑛太が尊敬している役者や格闘家、写真家、ミュージシャンをゲストに呼んで雑談をしながら写真を撮らせてもらう」というコンセプトの連載ページを持ち、役者の広瀬すずからは2022年版オフィシャルカレンダーのカメラマン兼プランナーに指名されたことがある。

## 受賞歴
- 2007年度
  - 第22回高崎映画祭 最優秀主演男優賞（『アヒルと鴨のコインロッカー』）
- 2008年度
  - 第5回TVnavi ドラマ・オブ・ザ・イヤー 最優秀助演男優賞（『篤姫』『ラスト・フレンズ』）
- 2009年度
  - 2009年エランドール賞 新人賞（『篤姫』『ラスト・フレンズ』）[25]
  - 第17回橋田賞 新人賞（『ラスト・フレンズ』）[26][27]
  - 第34回報知映画賞 助演男優賞（『余命1ヶ月の花嫁』『ガマの油』『ディア・ドクター』『なくもんか』）
  - 第52回ブルーリボン賞 助演男優賞（『ディア・ドクター』『ガマの油』『なくもんか』『のだめカンタービレ最終楽章 前編』）
  - 第33回日本アカデミー賞 優秀助演男優賞（『ディア・ドクター』）[28]
- 2011年度
  - 第70回ザテレビジョンドラマアカデミー賞 主演男優賞（『それでも、生きてゆく』）[29]
  - 第33回ヨコハマ映画祭 主演男優賞（『まほろ駅前多田便利軒』）
- 2012年度
  - 第72回ザテレビジョンドラマアカデミー賞 助演男優賞（『ラッキーセブン』）[30]
  - 全日本シーエム放送連盟 2012 52nd ACC CM FESTIVAL タレント賞（『ダイハツ工業 日本のどこかでシリーズ』）
- 2013年度
  - 第76回ザテレビジョンドラマアカデミー賞 主演男優賞（『最高の離婚』）[31]
  - 第39回放送文化基金賞 演技賞（『最高の離婚』）[32][リンク切れ][33]
  - 東京ドラマアウォード2013 主演男優賞（『最高の離婚』）[34]
- 2016年度
  - 全日本シーエム放送連盟 2016 56th ACC CM FESTIVAL 演技賞（『住友生命保険 1UPシリーズ』）
- 2021年度
  - 第108回ザテレビジョンドラマアカデミー賞 助演男優賞 (『リコカツ』)[35]
- 2023年度
  - 第24回ニューポート・ビーチ映画祭 最優秀男優賞 (『怪物』)[36]

## 出演
※役名が太字表記は主演作品。

### テレビドラマ
※EITA・瑛太 名義含む。
- さよなら、小津先生（2001年10月9日 - 12月18日、フジテレビ） - 三上剛 役
- ランチの女王（2002年7月1日 - 9月16日、フジテレビ） - 酒井昴 役
- 私立探偵 濱マイク 第8話（2002年8月19日、読売テレビ/日本テレビ） - 来栖千尋 役
- リモート 第3 - 4話（2002年10月26日 - 11月2日、日本テレビ） - 沢村圭輔 役
- いつもふたりで（2003年1月6日 - 3月17日、フジテレビ） - 森永孝平 役
- きみはペット（2003年4月16日 - 6月18日、TBS） - 堀部順平 役
- 男湯（2003年5月3日、フジテレビ） - 主演・小池永一 役
  - 男湯2（2003年11月8日）
- WATER BOYS（2003年7月1日 - 9月9日、フジテレビ） - 田中昌俊 役
  - WATER BOYS 2005夏（2005年8月19日 - 20日） - 主演・田中昌俊 役
- 初恋.com 第1・4話（2003年12月22日・25日、日本テレビ） - 水島浩平 役
- はたち〜1983年に生まれて〜（2004年1月10日、フジテレビ） - 中島大輔 役
- オレンジデイズ（2004年4月11日 - 6月20日、TBS） - 矢嶋啓太 役
- めだか（2004年10月5日 - 12月14日、フジテレビ） - 桜木拓 役
- みんな昔は子供だった（2005年1月11日 - 3月22日、関西テレビ/フジテレビ） - 佐上柾 役
- アンフェア（2006年1月10日 - 3月21日、関西テレビ/フジテレビ） - 安藤一之 役
  - アンフェア the special コード・ブレーキング〜暗号解読（2006年10月3日）
- サプリ（2006年7月10日 - 9月18日、フジテレビ） - 荻原智 役
- のだめカンタービレ（2006年10月16日 - 12月25日、フジテレビ） - 峰龍太郎 役
  - のだめカンタービレ in ヨーロッパ Special Lesson 1 - 2（2008年1月4日 - 5日）
- 大河ドラマ（NHK総合）
  - 篤姫（2008年1月6日 - 12月14日） - 肝付尚五郎（小松帯刀） 役
  - 西郷どん（2018年1月7日 - 12月16日） - 大久保利通 役[37]
- ロス:タイム:ライフ  第1節 「カメラマン編」（2008年2月2日、フジテレビ） - 主演・中山春彦 役
- 東京大空襲（2008年3月17日 - 18日、日本テレビ） - 朴順仁 役
- ラスト・フレンズ（2008年4月10日 - 6月19日、フジテレビ） - 水島タケル 役
- ヴォイス〜命なき者の声〜（2009年1月12日 - 3月23日、フジテレビ） - 主演・加地大己 役
- 素直になれなくて（2010年4月15日 - 6月24日、フジテレビ） - 主演・中島圭介（ナカジ） 役[注 2]
- それでも、生きてゆく（2011年7月7日 - 9月15日、フジテレビ） - 主演・深見洋貴 役
- ラッキーセブン（2012年1月16日 - 3月19日、フジテレビ） - 新田輝 役
  - ラッキーセブンスペシャル（2013年1月3日）
- 最高の離婚（2013年1月10日 - 3月21日、フジテレビ） - 主演・濱崎光生 役
  - 最高の離婚 Special2014（2014年2月8日）[38]
- まほろ駅前番外地（2013年1月11日 - 3月29日、テレビ東京） - 主演・多田啓介 役[注 3]
- 極北ラプソディ（2013年3月19日 - 20日、NHK総合） - 主演・今中良夫 役
- 黒い福音〜国際線スチュワーデス殺人事件〜（2014年1月19日、テレビ朝日） - 市村由孝 役[39]
- 若者たち2014（2014年7月9日 - 9月24日、フジテレビ） - 佐藤暁 役[40]
- プレミアムドラマ「私は父が嫌いです」（2015年3月29日、NHK BSプレミアム） - 主演・吉田秀一 / 秀一の父・吉田寛治 役
- 2030 かなたの家族　(2015年9月26日、NHK)　- 主演・板倉掛 役[41]
- ハロー張りネズミ（2017年7月14日 - 9月15日、TBS） - 主演・七瀬五郎 役[42]
- anone（2018年1月10日 - 3月21日、日本テレビ） - 中世古理市 役[43]
- あしたの家族（2020年1月5日、TBS） - 兵藤幸太郎 役[44]
- Living 第2話（2020年5月30日、NHK総合） - ハク 役[45][46][47]
- 正月時代劇（NHK総合・NHK BS4K）
  - ライジング若冲 天才 かく覚醒せり（2021年1月2日） - 主演・大典顕常 役[注 4][48]
  - 幕末相棒伝（2022年1月3日） - 主演・坂本龍馬 役[注 5][49]
- アクターズ・ショート・フィルム「in-side-out」（2021年1月23日、WOWOWプライム） - 主演[50][51]
  - アクターズ・ショート・フィルム2「ありがとう」（2022年2月6日放送、WOWOWプライム） - 監督・脚本・出演[52][53]
- リコカツ（2021年4月16日 - 6月18日、TBS） - 緒原紘一 役[54]
- オリバーな犬、 (Gosh!!) このヤロウ（NHK総合） - 宗手 役
  - シーズン1（2021年9月17日 - 10月1日）[55]
  - シーズン2（2022年9月20日 - 10月4日） [56]
- ミステリと言う勿れ（2022年1月10日 - 3月28日、フジテレビ） - 熊田翔（犬堂我路）役[57][58]
- 風よ あらしよ（2022年、NHK BS4K・BSプレミアム） - 大杉栄 役[59]
- 星新一の不思議な不思議な短編ドラマ『生活維持省』（2022年4月12日、NHK BS4K・BSプレミアム） - 主演[60]
- エルピス-希望、あるいは災い- 第3話 - 最終話（2022年11月7日 - 12月26日、関西テレビ/フジテレビ） - 本城彰 役[61]
- あなたがしてくれなくても（2023年4月13日 - 6月22日、フジテレビ） - 吉野陽一 役[62]
  - あなたがしてくれなくても 特別編（2023年6月29日、フジテレビ）[63]
- 時をかけるな、恋人たち（2023年10月10日 - 12月19日、関西テレビ・フジテレビ） - 井浦翔 役[64]

### 映画
※EITA・瑛太 名義含む。
- 青い春（2002年6月29日、ゼアリズエンタープライズ） - オバケ 役
- あずみ（2003年5月10日、東宝） - ひえい 役
- ナイン・ソウルズ（2003年7月19日、東北新社 / リトルモア） - 金子ノボル 役
- オモヒノタマ〜念珠 「参ノ珠 オレオレ」（2004年5月8日、衛星劇場） - 夏山祐樹 役[注 7]
- 電車男（2005年6月4日、東宝） - ひろふみ 役
- Believer ビリーバー（2004年6月12日、SUPLEX） - テル 役
- サマータイムマシン・ブルース（2005年9月3日、ショウゲート） - 主演・甲本拓馬 役
- 空中庭園（2005年10月8日、アスミック・エース / リトル・モア） - テヅカ 役
- 好きだ、（2006年2月25日、ビターズ・エンド） - ヨースケ 役
- 嫌われ松子の一生（2006年5月27日、東宝） - 川尻笙 役
- 東京フレンズ The Movie（2006年8月12日、松竹） - 新谷隆司 役
- どろろ（2007年1月27日、東宝） - 多宝丸 役
- となり町戦争（2007年2月10日、角川映画） - 香西智希 役
- アヒルと鴨のコインロッカー（2007年6月23日、ザナドゥー） - 主演・河崎 役[注 8]
- 銀色のシーズン（2008年1月12日、東宝） - 主演・城山銀 役
- 余命1ヶ月の花嫁（2009年5月9日、東宝） - 主演・赤須太郎 役[注 9]
- ガマの油（2009年6月6日、ファントム・フィルム） - 矢沢拓也 役
- ディア・ドクター（2009年6月27日、エンジンフィルム / アスミック・エース） - 相馬啓介 役
- なくもんか（2009年11月14日、東宝） - 下井草祐介 役
- のだめカンタービレ 最終楽章 前編（2009年12月19日、東宝） - 峰龍太郎 役
  - のだめカンタービレ 最終楽章 後編（2010年4月17日、東宝）
- まほろ駅前多田便利軒（2011年4月23日、アスミック・エース） - 主演・多田啓介 役[注 3]
  - まほろ駅前狂騒曲（2014年10月18日、東京テアトル / リトルモア）[65]
- 大鹿村騒動記（2011年7月16日、東映） - 柴山寛治（郵便局員：黒衣） 役
- 一命（2011年10月15日、松竹） - 主演・千々岩求女 役[注 10]
- ワイルド7（2011年12月21日、ワーナー・ブラザース映画） - 主演・飛葉大陸 役
- 僕達急行 A列車で行こう（2012年3月24日、東映） - 主演・小玉健太 役[注 11]
- モンスターズクラブ（2012年4月21日、ファントム・フィルム） - 主演・垣内良一 役
- 64 -ロクヨン- 前編（2016年5月7日、東宝） - 秋川 役[66]
  - 64 -ロクヨン- 後編（2016年6月11日、東宝）
- 殿、利息でござる!（2016年5月14日、松竹） - 菅原屋篤平治 役[67][68]
- 土竜の唄 香港狂騒曲（2016年12月23日、東宝） - 兜真矢 役
- リングサイド・ストーリー（2017年10月14日、マンシーズエンターテイメント×彩プロ） - 主演・村上ヒデオ 役[69][注 12]
- ミックス。（2017年10月21日、東宝） - 主演・萩原久 役[注 13]
- 光（2017年11月25日、ファントム・フィルム） - 輔 役[70]
- 友罪（2018年5月25日、ギャガ） - 主演・青柳健太郎 役[注 14]
- 太陽の家（2020年1月17日、楽映舎）- 河井高史役
- HOKUSAI（2021年5月28日、S・D・P） - 柳亭種彦 役[71]
- 護られなかった者たちへ（2021年10月1日、松竹） - 南雲忠勝 役
- 怪物（2023年6月2日、東宝 / ギャガ） - 主演・保利 役[72]
- 福田村事件（2023年9月1日、太秦） - 沼部新助 役[73]
- ミステリと言う勿れ（2023年9月15日、東宝） - 犬堂我路 役[74]
- アンダーカレント（2023年10月6日、KADOKAWA） - 関口悟 役[75]
- 身代わり忠臣蔵（2024年2月9日、東映） - 大石内蔵助 役[76]
- 風よ あらしよ 劇場版（2024年2月9日、太秦） - 大杉栄 役[77]
- i ai（2024年3月8日公開、パルコ） - 久我 役[78]
- 宝島（2025年9月19日公開予定、東映 / ソニー・ピクチャーズ エンタテインメント） - オン 役[79][80]

### 短編映画
- 半透明なふたり（2022年6月8日、YouTube） - 主演・龍也 役[注 15][81]

### 吹き替え
- プレーンズ（2013年12月21日、ウォルト・ディズニー・スタジオ・ジャパン） - 主演・ダスティー・クロップホッパー 役（デイン・クック）[82][83]
  - プレーンズ2/ファイアー&レスキュー（2014年7月19日）

### 舞台
- 怪談 牡丹燈籠（2009年8月6日 - 31日、シアターコクーン） - 荻原新三郎 役
- 東京月光魔曲（2009年12月15日 - 2010年1月10日、シアターコクーン） - 主演・針生薫 / 兵士 役
- ガラスの動物園（2012年3月10日 - 4月3日、シアターコクーン） - トム・ウィングフィールド 役
- NODA・MAP 第18回公演 MIWA（2013年10月4日 - 12月8日、東京芸術劇場ほか、東京 / 大阪 /北九州） - 赤絃繋一郎 役
- ロンサム・ウェスト（2014年5月3日 - 6月1日、新国立劇場小劇場THE PIT） - ヴァレン 役
- NODA・MAP 第20回公演 逆鱗（2016年1月29日 - 4月3日、東京芸術劇場ほか、東京 / 大阪 /北九州） - モガリ・サマヨウ 役
- 大パルコ人3 ステキロックオペラ サンバイザー兄弟（2016年11月13日 - 2016年12月4日、東京・池袋サンシャイン劇場 / 12月8日 - 12月18日、森ノ宮ピロティホール / 12月21日 - 12月23日、仙台サンプラザホール） - 主演・小鯖光 役
- 世界は一人（2019年2月24日 - 2019年3月17日、東京芸術劇場プレイハウスほか、東京 / 大阪 / 仙台 / 津 / 上田 / 北九州）
- NODA・MAP 第27回公演 正三角関係（2024年7月11日 - 10月10日、東京芸術劇場プレイハウスほか 東京 / 福岡 / 大阪 / ロンドン）[84]

### ドキュメンタリー
- 瑛太が挑む 世界最長の大河 ナイル〜幻の源流を求めて 13,000kmの大紀行〜（BSジャパン）
  - 第1弾「河口エジプトを発し、スーダンからエチオピア高原までの旅」（2012年8月11日）
  - 第2弾「ナイル〜エチオピア高原縦断の旅 青ナイル 幻の源流へ」（2013年1月12日）
  - 第3弾「ナイル〜ケニア 人類発祥の地・大地溝帯にナイルの源流を求めて」（2013年3月9日）
  - 第4弾「ナイル〜最初の一滴 ヴィクトリア湖の源流を求めて」（2013年5月11日）

### ナレーション
- ノンフィクションW ノバク・ジョコビッチの覚醒 テニス新王者驚異の一年（2011年9月26日、WOWOW）
- 旋律よ“殿堂”に響け〜ピアニスト辻井伸行 自作曲に挑む〜（2011年12月30日、NHK）
- NHKスペシャル 世界遺産 富士山〜水めぐる神秘〜（2013年6月30日、NHK総合）[85]
- ザ・ノンフィクション リアル若者たち2014（2014年8月17日、フジテレビ）
- 東北Z まちのうた（2014年11月7日、NHK仙台）
- リーガ・エスパニョーラに挑んだ七人目のサムライ〜日本人FW ハーフナー・マイク〜（2015年1月1日、WOWOW）[86]

### DVDドラマ
- 東京フレンズ（2005年6月3日発売、フジテレビ / エイベックス・エンタテインメント） - 新谷隆司 役

### ミュージック・ビデオ
- 松たか子 「Clover」（2002年6月26日）
- 岩瀬敬吾 「くり返すは口ぐせと罪悪感」（2002年10月23日）
- TOKYO MOOD PUNKS 「ジェイミー」（2008年4月16日）
- 桑田佳祐 「Yin Yang」（2013年3月13日）

### CM
- 任天堂「ゼルダの伝説 ムジュラの仮面」（2000年）
- 日本コカ・コーラ
  - コカ・コーラ（2001年）- 津田 役
  - ファンタプレミア（2020年）
  - ジャックダニエル&コカ・コーラ ゼロシュガー（2024年 - ）
- アサヒ飲料
  - WONDA ワンダフルフレンド（2001年 - 2002年）
  - 若武者（2006年）
- SMBCコンシューマーファイナンス「プロミス」（2003年）
- キヤノン「EOS KISS デジタル」（2004年） - 海写真のタク 役
- カルビー「夏ポテト」（2004年）
- 明治製菓（現：明治）「アーモンドチョコレート」（2005年）
- 講談社「KING」（2006年）
- 日本民間放送連盟「CMのCM」（2006年 - 2007年）
- 大塚製薬
  - カロリーメイト（2007年）
  - SOYJOY（2013年 - 2015年）[87]
- NTTドコモ「DoCoMo2.0」（2007年 - 2008年）
- キリンビール
  - Smooth（2008年 - 2009年）
  - キリンフリー（2009年 - 2012年）
  - 淡麗グリーンラベル（2017年）
- 江崎グリコ「オトナグリコ」（2008年 - 2009年） - 25年後のフグ田タラオ 役
- 富士通（2009年 - 2011年）
- 三菱UFJニコス「MUFGカード」（2009年 - 2010年）
- 資生堂
  - Uno（2009年 - 2013年）
  - 企業 「化粧のちから」（2012年） - ナレーション[88]
- エドウイン（2010年 - 2017年）[89]
- ダイハツ工業「第3のエコカー」（2011年 - 2012年）
- ソニー・コンピュータエンターテイメント「PlayStation Vita」（2011年 - 2012年）
- DeNA「mobage」（2012年 - 2013年）
- 三菱地所レジデンス「ザ・パークハウス晴海タワーズ」（2013年）
- NTT東日本「FLET'S光」（2013年 - 2014年） - ドラキュラ 役[90]
- トヨタ自動車「VOXY」（2014年 - 2017年）
- 日本中央競馬会「あなたの競馬が走り出す。」（2015年 - 2016年）[91]
- 住友生命保険
  - 1UP（2015年 - 2020年）
  - Vitality（2018年 - 2020年）- 上田一 役[92]
- アサヒビール「グランマイルド」（2018年）
- ソフトバンク「Y!mobile」（2018年 - 2019年）
- mixi「モンスターストライク」（2019年）
- サントリー「-196℃ ザ・まるごとレモン」（2021年）
- GUCCI（2021年 - ）
- 雪国まいたけ（2021年 - 2022年）
- 青山商事「AOYAMANIA」（2021年 - 2022年）[93][94][94][94][95]
- 日本マクドナルド
  - ビッグマック（2022年）
  - マクドナルドクルー（2023年 - ）[96]
- TOKIUMインボイス「トキウム防衛隊」（2022年 - ） - 東京03、愛来と共演[97]
- ポケモン「ポケットモンスター スカーレット・バイオレット」（2022年 - 2023年）
- ドン・キホーテ「情熱価格」（2022年 - ）[98]
- リクルートMUFGビジネス「エアウォレット」（2023年 - 2024年）
- デサント「マンシングウェア」（2023年 - ）
- WFS「ヘブンバーンズレッド」（2024年 - ）